# Eruption (låt)
Eruption är en instrumental rocklåt, bestående av ett gitarrsolo av Eddie Van Halen. Låten är allmänt betraktad som ett av de största gitarrsolona genom tiderna, och gjorde spelstilen tapping populär. Slutet av låten segmenteras i "You Really Got Me" på albumet Van Halen, och de två låtarna spelas vanligtvis tillsammans av radiostationer. Låten släpptes också som b-sida till singeln "Runnin 'with the Devil".
"Eruption" börjar med ett kort ackompanjerat intro med Alex Van Halen på trummor och Michael Anthony på bas. I solots höjdpunkt används tvåhandstapping. "Eruption" spelades in på Eddie Van Halens gitarr Frankenstrat, tillsammans med effekterna MXR Phase 90, Echoplex, en Univox-ekoenhet genom en Marshall 1959 Super Lead rörförstärkare från 1968. Reverbrummet i Sunset Sound studion användes också för att lägga till reverb. Van Halens Frankenstrat stämdes ner ett halvt tonsteg. "Eruption" börjar i A♭ dur och slutar på tonen E♭ på tolfte bandet.

## Inspiration

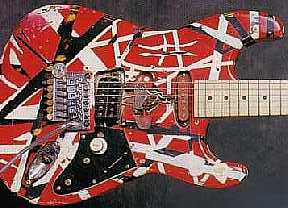
Frankenstrat användes för inspelningen av låten.

Låten "Eruption" är baserad på "Let Me Swim" av Cactus.
Stycket som senare skulle kallas "Eruption" hade existerat som en del av Van Halens livekonserter så långt tillbaka som 1975, då det inte innehöll någon tapping. "Eruption" populariserade tappingtrenden på 80-talet. Även om enhandstappning (hammer-ons och pull-offs) tidigare hade gjorts av många gitarrister, introducerade "Eruption" tvåhandstappning i mainstreamrocken. Tidigare hade barockliknande tappning spelats in av Steve Hackett från Genesis 1971/1972.
Inledningsvis betraktades inte "Eruption" som ett spår för Van Halen-albumet eftersom det bara var ett gitarrsolo som Eddie spelade live på konserter. Men då producenten Ted Templeman hörde det i studion när Eddie repeterade det inför en konsert på Whisky a Go Go, beslutade han att ta med det på albumet. Eddie har själv sagt: "Jag spelade inte ens rätt. Det finns ett misstag i slutet av det. Till denna dag, när jag hör det, tänker jag alltid att, 'jag kunde ha spelat det bättre.'"
I mars 2005 placerade musiktidningen Q "Eruption" på nummer 29 på sin lista över de 100 största gitarrspåren. "Eruption" har även utsetts till det 2:a bästa gitarrsolot av tidningen Guitar World .

## Medverkande
- Eddie Van Halen – elgitarr
- Michael Anthony – bas
- Alex Van Halen – trummor

## Utmärkelser
| Publikation   | Land           | Lista                      | År   | Rank |
| ------------- | -------------- | -------------------------- | ---- | ---- |
| Guitar World  | USA            | 100 Greatest Guitar Solos  | 2009 | 2    |
| Q             | Storbritannien | 100 Greatest Guitar Tracks | 2005 | 29   |
| Rolling Stone | USA            | 100 Greatest Guitar Tracks | 2008 | 6    |